# Indoseges narayani
Espèce
Indoseges narayani est une espèce d'araignées aranéomorphes de la famille des Segestriidae.

## Distribution
Cette espèce est endémique d'Odisha en Inde,. Elle se rencontre dans le district de Ganjam vers Narayani.

## Description
La femelle holotype mesure 7,35 mm.

## Étymologie
Son nom d'espèce lui a été donné en référence au lieu de sa découverte, Narayani.

## Publication originale
- Choudhury, Siliwal, Das & Giroti, 2021 : « Description of a new genus and five new species of tube-dwelling spider family Segestriidae (Araneae: Synspermiata) from Odisha, India. » Zootaxa, no 4963(1), p. 91-114.